# Boys Don’t Cry
Boys Don’t Cry ist ein US-amerikanisches Filmdrama, das von der Geschichte und Ermordung Brandon Teenas, einem jungen Transmann, handelt. Es wurde von Kimberly Peirce inszeniert und mit Andy Bienen gemeinsam geschrieben.
Nachdem Peirce während ihres Studiums über den Kriminalfall gelesen hatte, führte sie umfangreiche Recherchen für ein Drehbuch durch, an dem sie schließlich fast fünf Jahre lang arbeitete. 1995 hatte sie bereits einen Kurzfilm zum Thema mit demselben Titel als Diplomarbeit gedreht. Das Drehbuch zum Spielfilm entstand direkt aus dem Archivmaterial des 1998 erstellten Dokumentarfilms The Brandon Teena Story, welcher schließlich ihr Debütfilm wurde.
Ihre größten Bemühungen steckte sie dabei in die Suche eines passenden Hauptdarstellers zur Verkörperung von Brandon Teena. Dieser Casting-Prozess dauerte dabei drei Jahre, in dem sie auch gezielt Transmänner und lesbische Frauen für die Rolle vorsprechen ließ, bevor sie jedoch schließlich Hilary Swank für die Figur besetzte. Erst mit Hilary Swank soll sich Peirce dazu im Stande gesehen haben, den Stoff zufriedenstellend und glaubwürdig umzusetzen.
Die Dreharbeiten fanden von Oktober bis November 1998 in Dallas, Texas, statt. Das niedrige Budget erlaubte keine Dreharbeiten an den Originalschauplätzen in Nebraska.
Boys Don’t Cry erregte seinerzeit viel Aufsehen. Er brachte es innerhalb weniger Jahre auf über 65 Nominierungen, darunter viele Kritiker- und Filmfestivalpreise, wovon er mehr als 40 gewinnen konnte, vorwiegend für die Darstellerinnen Hilary Swank und Chloë Sevigny, aber auch für die Regisseurin selbst. Bekannte Musiker wie Ric Ocasek, Frontmann von The Cars, Buffy Sainte-Marie und Robert Smith von The Cure steuerten Songs bei. Für den Film gewann Hilary Swank im Jahr 2000 schließlich den Oscar für die beste Hauptdarstellerin sowie den Best Actress Drama Award der Golden Globe Awards. Der Film stellte ihren ersten Karrierehöhepunkt dar.

## Handlung
Brandon Teena (geboren als Teena Renae Brandon) fährt mit überhöhter Geschwindigkeit auf einem verstaubten Highway durch die Nacht, überholt ein Auto und wird von einem Polizeiauto verfolgt. Erst nach dieser traumhaft anmutenden Sequenz folgt ein kurzer Vorspann mit den Namen der Hauptdarsteller.
„Teena“ lässt sich im Trailer seines Cousins Lonny von diesem die Haare kurz schneiden und trifft sich daraufhin das erste Mal als Junge zu einer romantischen Verabredung mit einem Mädchen in einer Skate Disco. Diesem stellt er sich als Billy vor und das Date endet final, während er das Mädchen schließlich wieder nach Hause begleitet, mit einem Kuss.
Einige Zeit später flüchtet sich „Teena“, der fortan als Junge lebt, vor den aufgebrachten Brüdern einer seiner ehemaligen Liebschaften, die seine Transidentität aufdeckten, in den Trailer seines Cousins, bei dem er bisher untergekommen ist. Während er sich von der Aufgebrachtheit seiner Verfolger allerdings eher belustigt zeigt, verliert Lonny, der selbst homosexuell ist, aufgrund seiner ständigen Allüren seine Geduld, wirft ihm vor, sich ahnungslosen Mädchen gegenüber als Junge auszugeben, und fordert ihn auf, sich stattdessen offen als lesbisch zu bekennen. „Teena“ verneint allerdings, lesbisch zu sein, und wird schließlich von Lonny, dem er obendrein Geld schuldet, aus dessen Wohnung verwiesen.
In einer Kneipe versucht er seinen Kummer zu ertränken und lernt dabei eine junge Frau namens Candace kennen, eine alleinerziehende Mutter eines Sohns, der er sich nun schließlich als Brandon vorstellt. Kurz darauf wird Brandon in eine Schlägerei verwickelt, in deren Folge er Candaces Begleiter John und Tom kennenlernt. Gemeinsam macht er sich mit den dreien noch am selben Abend spontan von seinem Heimatort Lincoln auf nach Falls City.
Am nächsten Morgen wacht Brandon verkatert in Candaces Haus auf. Von dort ruft er seinen Cousin Lonny an und bittet diesen darum, wieder bei ihm unterkommen zu dürfen, da ihm aufgrund seiner Kleinkriminalität noch ein wichtiger Gerichtstermin bevorsteht, zu dem er rechtzeitig wieder zurück in Lincoln sein muss. Unter der Auflage, sich besser zu benehmen, nachdem Brandon ihm seine Ängste vor einer Hormontherapie als erste Vorbereitung für eine finale Geschlechtsangleichende Operation darlegte, gibt Lonny schließlich nach. Brandon lässt sich von Candace, die in einer Bar arbeitet, eine Mitfahrgelegenheit für den Abend organisieren. Während er auf diese wartet, trifft er John und Tom wieder und lernt während einer Karaoke-Vorstellung noch deren weitere Bekanntschaften, Johns Schwester Kate sowie Lana, kennen. Da er sich zu Lana hingezogen fühlt, lässt Brandon daraufhin spontan die Gelegenheit verstreichen, nach Lincoln zurückzukehren, und schließt sich der Clique auf dem Weg zu einer Party an.
Nach einer Tour durch die Nacht kommt Brandon wieder bei Candace unter. Bei dem Versuch einzuschlafen stellt sich allerdings seine Menstruation ein und Not gedrungen macht er sich mit Candaces Auto zu einer Tankstelle auf, wo er entsprechende Hygieneartikel klaut. Dabei begegnet ihm zufällig die angetrunkene Lana wieder, der er mit einem gefälschten Führerschein Bier kauft und sie nach Hause begleitet. Nachdem sie gemeinsam zunächst Lanas Mutter Linda ins Bett gebracht haben, kümmert er sich fürsorglich um die benommene Lana, bringt sie ebenfalls ins Bett und schenkt ihr heimlich einen Ring, den er für sie zuvor noch in der Tankstelle gestohlen hatte.
Am darauffolgenden Tag lernt Brandon seine jüngsten Bekanntschaften besser kennen und wird ein akzeptiertes Mitglied der Clique, die sich in der Regel im Haus von Linda versammelt, und freundet sich enger mit John und Tom an. Diese stellen sich als zwei Ex-Sträflinge heraus, für die Linda eine Art Ersatzmutter darstellt, insbesondere für John, der sich wie Brandon zu ihrer Tochter Lana hingezogen fühlt. Lanas einstige Schwärmerei für John während seines Gefängnisaufenthalts ist allerdings längst verflogen und sie sieht ihn zu dessen Unmut nur noch als Freund an.
Indes gelingt es Brandon weiterhin, seine Transgeschlechtlichkeit
für sich zu behalten, wobei er dafür über den bloßen Schutz vor der Entdeckung dieser Tatsache noch hinausgeht und seinen neuen Freunden zudem eine Reihe von erfundenen Geschichten über seine Vergangenheit und seine Familie erzählt. Am Abend desselben Tages kommen sich Lana und Brandon im Garten ihres Hauses wieder näher. Lana scheint Brandons Gefühle zu erwidern, doch ihre Zweisamkeit wird unterbrochen. Lana und ihre Freundin Kate müssen zur Spätschicht und die Clique fährt sie mit Candaces Auto. Auf dem Weg zur Arbeit provoziert eine Gruppe junger Frauen die Clique an einer Straßenkreuzung zu einem Straßenrennen, indem sie diese als White Trash („Wall people“) beschimpfen. Dadurch wird allerdings ein Streifenwagen auf sie aufmerksam, weshalb John den Fahrer Brandon dazu anhält, von der Landstraße in die staubigen Felder neben dieser zu fahren, um der Polizei zu entkommen. Dies misslingt und die Clique wird einer Personenkontrolle unterzogen. Aufgrund eines nicht funktionierenden Polizeicomputers kann Brandons gefälschter Führerschein zu dessen Glück jedoch nicht vor Ort überprüft werden, so dass sich Lana spontan für Brandon verbürgt und dem Polizisten ihre Adresse angibt. Nachdem dieser wieder weg ist, bekommt John plötzlich einen Wutanfall, macht Brandon schwere Vorwürfe und schmeißt ihn und alle bis auf Lana aus dem Auto, um sie alleine zur Arbeit zu fahren. Lediglich seine Schwester Kate lässt er zuvor wieder einsteigen.
Am nächsten Tag in Candaces Haus will Brandon sich zurück nach Lincoln aufmachen und bekommt dabei unerwarteten Besuch von Lana. Es kommt zu ihrem ersten Kuss. Dennoch kehrt Brandon daraufhin nach Lincoln zurück, um sich dem Gerichtstermin zu stellen, verspricht Lana jedoch wieder zurückzukommen. Brandon findet daraufhin erneut bei seinem verärgerten Cousin Unterschlupf, der ihn dennoch vor der Homophobie der Bewohner Falls Citys warnt. Am darauffolgenden Tag sitzt Brandon schließlich beim Schnellgericht (Kautionssystem) von Lincoln und wartet auf seinen Prozess. Aufgrund seiner teils erheblichen Vergehen, wie etwa eines Autodiebstahls (grand theft auto), fürchtet er sich allerdings im Gefängnis zu landen und entzieht sich im letzten Moment der Situation.
Er kehrt zurück nach Falls City, wo er nachts Lana auf ihrer Arbeit überrascht. Die beiden ziehen sich auf ein Feld zurück, wo sie schließlich intim miteinander werden. Es kommt zwischen den beiden zu heterosexuellem Geschlechtsverkehr, den Brandon vermutlich, wie zuvor angedeutet wird, heimlich mit einem Dildo vollzieht. Lana scheint dabei dennoch erste beginnende Zweifel an Brandons Identität zu bekommen. Einige Zeit später feiert Brandon seinen 21. Geburtstag zusammen mit Candace und Kate bei Lana und ihrer Mutter Linda, auf dem die beiden nun offen als Paar auftreten und akzeptiert werden. Dabei kreuzen auch John und Tom wieder auf, die in der Zwischenzeit ebenfalls in Lincoln waren, um dort Autos zu klauen. Als John mit Lana alleine ist, nutzt er die Gelegenheit und offenbart ihr, dass er immer noch Gefühle für sie hat. Lana weist ihn jedoch zurück und er akzeptiert missmutig, dass sie nun mit Brandon zusammen ist. Dabei unterlässt er es jedoch nicht, Brandon noch mal deutlich zu machen, dass er immer noch der „Herr“ im Haus ist.
Brandon, der nun bei Lana und ihrer Mutter wohnt, arbeitet inzwischen unter dem Namen Brandon Teena in Falls City und will sich ein neues Leben aufbauen. Kurz darauf wird ihm ein Brief vom Verkehrsgericht von Falls City für seine Geschwindigkeitsüberschreitung beim Straßenrennen zugestellt. Als er beim Gericht auftaucht, um seine Strafe mit seinem ersten Gehalt zu bezahlen, wird er jedoch verhaftet. Seine falschen Identitätsangaben in Form des gefälschten Führerscheins sind aufgeflogen und er wird für seine Vergehen in Lincoln inhaftiert. Unterdessen wird Candace durch einen Scheck, den sich Brandon ungefragt von ihr nahm, um damit seine Kaution in Lincoln zu bezahlen und welchen er mit seinem richtigen Namen ausfüllte, allmählich auf seine rechtliche Identität aufmerksam und äußert ihre Vermutung gegenüber Lana und Kate. Lana sucht Brandon daraufhin in der Haft auf und stellt irritiert fest, dass dieser im Frauentrakt untergebracht ist, weshalb sie ihn zur Rede stellt. Anstatt ihr nun zu erzählen und einzugestehen, dass er biologisch eine Frau ist, behauptet er allerdings ihr gegenüber beschämt, ein Hermaphrodit zu sein. Lana jedoch versichert ihm, dass ihr das nichts ausmache, und bezahlt die Kaution für seine Freilassung.
Indes werden John und Tom auf die verunsicherte Candace aufmerksam, welcher sie schließlich ihre Vermutung, dass Brandon eigentlich eine Frau sei, entlocken können. Derweil werden Lana und Brandon erneut intim, wobei sich Brandon allerdings dagegen wehrt, sich intim von Lana berühren zu lassen und seine Hose auszuziehen. Er behauptet erst einen korrigierenden operativen Eingriff an seinen Genitalien vornehmen lassen zu wollen. Derweil haben sich John und Tom mit Candace und Kate zu Lanas Mutter begeben. Die beiden Männer betreten Lanas Zimmer und durchstöbern Brandons Sachen, wobei sie schließlich unter anderem einen Dildo und Literatur über Geschlechtsangleichungen finden. Kurz darauf trifft zunächst Lana und schließlich auch Brandon ein. Brandon wird von den Frauen mit seinen erfundenen Geschichten konfrontiert, woraufhin John und Tom ihn in heftiger Weise dazu auffordern, zuzugeben eine Frau zu sein, und Lana fragen, ob sie lesbisch sei, während sie Brandon verzweifelt zu verteidigen versucht.
Lana bestreitet, dass Brandon biologisch eine Frau ist, und John gestattet ihr dies zu überprüfen und behauptet ihrer darauffolgenden Aussage zu vertrauen. Brandon und Lana ziehen sich daraufhin in ihr Zimmer zurück. Lana vertraut Brandons Aussage, dass er intersexuell sei, weshalb sie darauf verzichtet, seine Genitalien zu sehen, und dem verängstigten Brandon versichert, dass sie für ihn lügen würde. So verkündet Lana auch der versammelten Gruppe schließlich, dass Brandon ein „richtiger“ Mann sei, was ihr jedoch von niemandem der Anwesenden geglaubt wird. John und Tom verschleppen Brandon darauf plötzlich ins Bad, reißen ihm dort gewaltsam und unter heftiger Gegenwehr seine Hose hinunter, geben seine weiblichen Genitalien preis und zwingen Lana sich diese anzusehen. John und Tom werden daraufhin allerdings von Lanas Mutter aus dem Haus geworfen und ihnen wird wegen dieser Eskalation mit der Polizei gedroht. Nach einem Schnitt findet man den deutlich mitgenommenen Brandon am nächsten Tag bei der Polizei in einer Befragung wieder, in der er dem Sheriff von Falls City den Übergriff im Bad schildert. Im weiteren Verlauf dieser Szene wird offenbart, dass Brandon Lanas Haus im Anschluss des Übergriffes beschämt verlassen hatte und vor diesem von John und Tom abgefangen, in ihr Auto gezerrt und verschleppt wurde. Auf einem abgelegenen, einsamen Fabrikgelände haben sie ihn dann schließlich verprügelt und brutal vergewaltigt. Anschließend warnten sie ihn unter Todesdrohung, niemandem davon zu erzählen, und brachten ihn wieder zu Tom nach Hause, wo er schließlich aus einem Badezimmerfenster entkommen und zu Lana und ihrer Mutter fliehen konnte, die daraufhin schließlich die Polizei verständigten.
Der Sheriff, dem Brandons Transgeschlechtlichkeit offenbar suspekt zu sein scheint und der Zweifel an dem Wahrheitsgehalt von seiner Geschichte hat, geht dabei äußerst unsensibel vor und im weiteren Verlauf der Befragung spricht Brandon schließlich das erste Mal offen aus, dass er biologisch eine Frau ist und sich in einer „sexuellen Identitätskrise“ befinde.
Schließlich kommt Brandon, nachdem sie sich wieder versöhnt haben, bei Candace unter. Im Garten ihres Hauses verbrennt er mit ihr in der Nacht alle Fotos, die er von seinen Freunden hat. Nur eines von Lana behält er. Indes konfrontiert Lanas Mutter John und Tom mit Brandons Vorwurf der Vergewaltigung, lässt sich jedoch von dem Argument, dass Brandon bisher nur gelogen hätte, schnell und bereitwillig abwiegeln und fordert die beiden gar dazu auf, die Sache „in Ordnung zu bringen“. Anschließend bekommen John und Tom einen Anruf von der Polizei, die ihnen mitteilt, dass sie für ein Verhör vorgeladen sind. Allerdings kommen sie nicht in Untersuchungshaft, womit sie sich gleich erzürnt auf die Suche nach Brandon machen.
Unterdessen findet Lana Brandon bei Candace, der in einer Hütte auf ihrem Grundstück schläft. Die beiden sprechen sich aus und Brandon entschuldigt sich bei Lana, sie so oft belogen zu haben. Anschließend werden sie intim und haben zaghaft Geschlechtsverkehr. Danach fragt Brandon Lana, ob sie Falls City verlassen und mit ihm nach Lincoln gehen würde. Lana stimmt begeistert zu und sie machen sich auf zu Lana nach Hause, um ihre Sachen zu packen. Kurz vor Aufbruch beginnt Lana allerdings zu zögern – Brandon erscheint ihr nach dem offenen Geschlechtsverkehr nun das erste Mal mädchenhaft, und so bittet sie ihn wortkarg darum, ihr doch noch Zeit zu lassen. Dieser zeigt Verständnis und gibt an, sich zunächst allein zurück nach Lincoln aufzumachen. Zur selben Zeit betritt John unerwartet das Haus und fragt Linda nach dem Aufenthaltsort von Brandon. Nachdem diese sieht, dass er eine Pistole hat, verrät sie ihm schließlich, dass er bei Candace ist. Lana, die dieses Gespräch mit anhörte, versucht daraufhin John zu stoppen, doch dieser lässt sich nicht aufhalten. Er verfrachtet Lana in sein Auto und fährt mit ihr und Tom zu Candace, während sie verkünden, sich nun „um ein paar Lesben zu kümmern“.
Bei Candace angekommen, durchsuchen sie ihr Haus, doch als sie anfangen Candace und ihren zwei Jahre alten Sohn zu bedrohen stellt sich Brandon, der sich zu Lanas Schrecken noch nicht wieder zurück nach Lincoln aufgemacht hat, sondern zunächst wieder zu Candace kam. Lana bittet John darum, ihn zu verschonen, doch dann schießt er Brandon kurzerhand in den Kopf. Scheinbar selbst geschockt von seiner Tat und dem angerichteten Blutbad lässt er daraufhin allerdings seine Waffe fallen, woraufhin Tom diese aufhebt, der um das Leben ihres Sohnes flehenden Candace ins Gesicht schießt und Brandon schließlich mit einem Messer ersticht.
Daraufhin fliehen John und Tom, wobei sie Lana und Candaces Sohn zurücklassen. Dabei verhindert John, dass Tom auch Lana erschießt, indes diese weinend neben dem toten, am Boden liegenden Brandon zusammenbricht.
Am nächsten Morgen findet Lanas Mutter die verstörte Lana mit einem Brief aus Brandons Jackentasche in den Händen neben dessen Leiche sitzen. Ein Abschiedsbrief, den Brandon kurz bevor er nach Lincoln aufbrechen wollte schrieb, in dem er Lana berichtet, dass er nun wirklich nach Memphis, einem Sehnsuchtsort der beiden, reisen will und dort auf sie warten wird.
Abschließend sieht man Lana, wie sie in einem Auto über die Highways durch die Nacht fährt. Mit einer Texteinblende wird dem Zuschauer mitgeteilt, dass John Lotter wegen Mordes verurteilt wurde und momentan auf die Vollstreckung der Todesstrafe warte. Marvin Thomas Nissen (Tom) habe sich bereit erklärt mit der Staatsanwaltschaft zusammenzuarbeiten, gegen John ausgesagt und sei zu mehrfacher lebenslanger Haftstrafe verurteilt worden. Lana Tisdel habe wenige Jahre später eine Tochter zur Welt gebracht und lebe inzwischen wieder in Falls City.
Eine letzte Einblendung vor dem Abspann erinnert an Brandon: Brandon Teena (Teena Brandon) (1972–1993).

## Reale Hintergründe und Unterschiede zum Film
Anders als im Film soll wohl eher Marvin Thomas Nissen (Tom) als John Lotter die treibende Kraft hinter dem Mord gewesen sein, während im Film der Fokus maßgeblich auf Johns Eifersucht und dem Dreiecksverhältnis zwischen ihm, Lana und Brandon liegt.
Der damals verantwortliche Sheriff von Falls City, Charles Laux sagte später aus, er habe Brandon zwar geglaubt von John Lotter und Marvin Nissen verschleppt und verprügelt worden zu sein, gab jedoch zu, nicht an die Vergewaltigung geglaubt zu haben. Durch Brandons vorangegangene Verhaftung hatte er mit diesem bereits Bekanntschaft gemacht und hielt ihn aufgrund seiner Kleinkriminalität für einen windigen, unglaubwürdigen Charakter. Zudem gab er zu, dass ihm dessen Transgeschlechtlichkeit missfiel. Des Weiteren soll ihn der Umstand, dass Lotter und Nissen jemanden vergewaltigt haben, der zwar eine Frau ist, sich jedoch als Mann ausgibt, nicht eingeleuchtet haben. So wurde Nissen im Zuge des Vergewaltigungsvorwurf auch in seinem Bekanntenkreis damit verspottet schwul zu sein. Ein Umstand der ihn am meisten verärgert haben soll. Sheriff Laux wurde später, aufgrund der Tatsache Lotter und Nissen, nach den Vergewaltigungsvorwürfen, trotz eindeutiger Indizien nicht sofort in Untersuchungshaft genommen zu haben zu einer Geldstrafe von 17.360 Dollar verurteilt. Seine Befragung Brandons im Film basiert dabei auf einer damals angefertigten Tonbandaufzeichnung. Der Inhalt ist im Film verkürzt, originalgetreu wiedergegeben.
Anders als im Film fand der Übergriff auf Brandon im Winter, am Weihnachtsabend, während einer Feier in John Lotters Haus statt, gefolgt von der Entführung und Vergewaltigung. Die Morde fanden einige Tage später am Silvesterabend statt. Zu dieser Zeit lag in Nebraska bereits Schnee. Aufgrund der knappen Drehzeit und der Wetterverhältnisse in Texas konnte diese Jahreszeit im Film nicht dargestellt werden. Anders als im Film suchten dabei Lotter und Nissen mehrere Tage lang nach Brandon, und kreuzten gar bei dessen Mutter in Lincoln auf.
Nach der Vergewaltigung suchte Brandon Teena Zuflucht bei der alleinerziehenden Mutter Lisa Lambert in Humboldt, bei der zufällig zur selben Zeit der Afroamerikaner Phillip DeVine unterkam, die beide schließlich als Zeugen der Tat ermordet wurden. DeVine war der Freund von Lanas Schwester, Leslie Tisdel, die im Film ebenfalls nicht vorkommt. Nissens Cousine Sarah Nissen erhob später aufgrund seines Fehlens im Film Rassismusvorwürfe gegen die Filmemacher. Diese erklärten, dass DeVines, über dessen Familie es nur wenig Informationen gab, nicht im Film vorkam, da es Schwierigkeiten mit den Persönlichkeitsrechten und auch der zeitlichen Einschränkung durch die Haupthandlung gab. So wurde bereits auf Grund einer Klage des Vaters von Lisa Lambert die an sie angelehnte Figur Candace erfunden, ebenso die Figur Lonny, Brandons Cousin, um nicht dessen Mutter und Schwester porträtieren zu müssen. Zudem hätte die Einführung einer neuen Figur am Ende des Films möglicherweise für Irritation gesorgt und den Fokus von den Hauptfiguren gelenkt, da filmerisch kein Zusammenhang zu der Clique bestand und DeVine eher ein Zufallsopfer war. Für weitere Irritation sorgt in diesem Zusammenhang häufig ein Schuss den John im Film beim Verlassen des Hauses abgibt, nachdem er wieder von Brandon abgelassen hatte und Tom daran hinderte Lana zu erschießen. Dieser Schuss sollte symbolisch für den ebenfalls ermordeten Phillip DeVine stehen. So gingen mit dem gesamten Filmprojekt noch weitere, teils erhebliche juristische Schwierigkeiten einher, überwiegend auf Grund der Verletzung von Persönlichkeitsrechten.
Ebenso sprachen sich die reale Lana Tisdel und ihre Mutter Linda Tisdel gegen den Film aus. Linda Tisdel widersprach ihrer Darstellung ihm Film, welche ihr eine Mitschuld an den Morden zuweist. Schließlich habe diese Brandon überhaupt dazu angehalten wegen der Vergewaltigung zur Polizei zugehen. Lana Tisdel bestritt zudem mit Brandon Geschlechtsverkehr gehabt zu haben und fühlte sich durch die Darstellung der Lebensverhältnisse ihrer Familie im Film als „White Trash“ misrepräsentiert und verunglimpft. Lana Tisdel legte ihre Klage gegen Fox Searchlight für eine nicht bekanntgegebene Summe bei.

## Kritik
„Debütfilm, der sehr genau versucht, die authentischen Ereignisse, die der Geschichte zugrunde liegen, nachzuerzählen. Darstellerisch und atmosphärisch von hoher Intensität, verliert sich der Film jedoch in Einzelszenen und vernachlässigt die Charakterisierung der Hauptfigur. Auch als Beitrag zur Diskussion geschlechtsspezifischer Verhaltensweisen eher von geringem Interesse.“

Annabelle Georgen nennt diesen Titel in Sissymag ein Schlüsselwerk des Trans-Kinos und beleuchtet seine wechselvolle Rezeptionsgeschichte. Sie schließt mit der Beobachtung: "Selbst die Gedenktafel für Brandon Teena im Lincoln Memorial Park setzt diese Art der Verletzung fort: „Tina R Brandon — Daughter, Sister & Friend“ kann man darauf lesen. Es ist wie ein zweiter Mord."

## Synchronisation
Die deutschen Synchronarbeiten fanden bei der K2 Productions Ltd. in Berlin statt. Joachim Kunzendorf schrieb das Dialogbuch und führte die Dialogregie.
| Rolle         | Schauspieler       | Synchronsprecher |
| ------------- | ------------------ | ---------------- |
| Brandon Teena | Hilary Swank       | Sandra Schwittau |
| Lana Tisdel   | Chloë Sevigny      | Bettina Weiß     |
| John Lotter   | Peter Sarsgaard    | Dietmar Wunder   |
| Tom Nissen    | Brendan Sexton III | Björn Schalla    |
| Candace       | Alicia Goranson    | Katja Primel     |
| Lanas Mutter  | Jeannetta Arnette  | Marianne Groß    |

## Auszeichnungen
- 2000: Oscar für Hilary Swank als Beste Hauptdarstellerin
- 2000: Golden Globe für Hilary Swank als Beste Hauptdarstellerin

Im selben Jahr war Chloë Sevigny sowohl für den Oscar als auch für den Golden Globe, jeweils in der Kategorie beste Nebendarstellerin, nominiert, konnte aber keinen der Preise gewinnen.
- 2019: Aufnahme in das National Film Registry